# Giro di Svizzera femminile 2022
Il Giro di Svizzera femminile 2022 (nome ufficiale Tour de Suisse Women), quattordicesima edizione della manifestazione, valido come prova dell'UCI Women's ProSeries 2022, si svolse dal 18 al 21 giugno 2022 su un percorso 294,3 km, suddiviso in 4 tappe, con partenza da Vaduz, in Liechtenstein, e arrivo a Lantsch, in Svizzera. La vittoria fu appannaggio della neerlandese Lucinda Brand, che completò il percorso in 7h52'46", alla media di 37,316 km/h, precedendo la statunitense Kristen Faulkner e la connazionale Pauliena Rooijakkers.
Sul traguardo di Lantsch 65 cicliste, su 98 partite da Vaduz, portarono a termine la competizione.

## Tappe
| Tappa  | Data      | Percorso                          | km    | Vincitore di tappa | Leader cl. generale |
| ------ | --------- | --------------------------------- | ----- | ------------------ | ------------------- |
| 1ª     | 18 giugno | Vaduz > Vaduz                     | 46    | Lucinda Brand      | Lucinda Brand       |
| 2ª     | 19 giugno | Vaduz > Vaduz (cron. individuale) | 25,6  | Kristen Faulkner   | Kristen Faulkner    |
| 3ª     | 20 giugno | Vaduz > Chur                      | 124,2 | Elisa Balsamo      | Kristen Faulkner    |
| 4ª     | 21 giugno | Chur > Lantsch                    | 98,5  | Lucinda Brand      | Lucinda Brand       |
| Totale | Totale    | Totale                            | 294,3 |                    |                     |

## Squadre e corridore partecipanti
Al via 18 formazioni.
| N.    | Cod. | Squadra                            |
| ----- | ---- | ---------------------------------- |
| 1-6   | TSF  | Trek-Segafredo                     |
| 11-16 | BEX  | Team BikeExchange-Jayco            |
| 21-26 | CSR  | Canyon-SRAM Racing                 |
| 31-36 | DSM  | Team DSM                           |
| 41-46 | FDJ  | FDJ Nouvelle Aquitaine Futuroscope |
| 51-56 | JVW  | Team Jumbo-Visma                   |
| 61-66 | LIV  | Liv Racing Xstra                   |
| 71-76 | CGS  | Roland Cogeas Edelweiss Squad      |
| 81-86 | UAD  | UAE Team ADQ                       |

| N.      | Cod. | Squadra                           |
| ------- | ---- | --------------------------------- |
| 91-96   | ASC  | Andy Schleck-CP NVST-Immo Losch   |
| 101-106 | WNT  | Ceratizit-WNT Pro Cycling Team    |
| 111-116 | COF  | Cofidis                           |
| 121-126 | HPU  | Team Coop-Hitec Products          |
| 131-136 | LSL  | Lotto Soudal                      |
| 141-146 | SRC  | Stade Rochelais Charente-Maritime |
| 151-156 | VAL  | Valcar-Travel & Service           |
| 161-166 | SUI  | Svizzera                          |
| 171-176 |      | BeCycling Regional Team           |

## Dettagli delle tappe

### 1ª tappa
- 18 giugno: Vaduz > Vaduz – 46 km

Risultati
| Pos. | Corridore            | Squadra | Tempo    |
| ---- | -------------------- | ------- | -------- |
| 1    | Lucinda Brand        | Trek    | 1h09'19" |
| 2    | Clara Koppenburg     | Cofidis | s.t.     |
| 3    | Pauliena Rooijakkers | Canyon  | s.t.     |

| Pos. | Corridore            | Squadra | Tempo    |
| ---- | -------------------- | ------- | -------- |
| 1    | Lucinda Brand        | Trek    | 1h09'06" |
| 2    | Clara Koppenburg     | Cofidis | a 2"     |
| 3    | Pauliena Rooijakkers | Canyon  | a 5"     |

### 2ª tappa
- 19 giugno: Vaduz > Vaduz – Cronometro individuale – 25,6 km

Risultati
| Pos. | Corridore        | Squadra      | Tempo   |
| ---- | ---------------- | ------------ | ------- |
| 1    | Kristen Faulkner | BikeExchange | 31'46"  |
| 2    | Georgia Williams | BikeExchange | a 14"   |
| 3    | Georgia Baker    | BikeExchange | a 1'03" |

| Pos. | Corridore        | Squadra      | Tempo    |
| ---- | ---------------- | ------------ | -------- |
| 1    | Kristen Faulkner | BikeExchange | 1h41'55" |
| 2    | Lucinda Brand    | Trek         | a 4"     |
| 3    | Georgia Williams | BikeExchange | a 14"    |

### 3ª tappa
- 20 giugno: Vaduz > Chur – 124,2 km

Risultati
| Pos. | Corridore     | Squadra | Tempo    |
| ---- | ------------- | ------- | -------- |
| 1    | Elisa Balsamo | Trek    | 3h18'40" |
| 2    | Évita Muzic   | FDJ     | s.t.     |
| 3    | Liane Lippert | DSM     | s.t.     |

| Pos. | Corridore        | Squadra      | Tempo    |
| ---- | ---------------- | ------------ | -------- |
| 1    | Kristen Faulkner | BikeExchange | 5h00'35" |
| 2    | Lucinda Brand    | Trek         | a 4"     |
| 3    | Georgia Williams | BikeExchange | a 14"    |

### 4ª tappa
- 21 giugno: Chur > Lantsch – 98,5 km

Risultati
| Pos. | Corridore        | Squadra      | Tempo    |
| ---- | ---------------- | ------------ | -------- |
| 1    | Lucinda Brand    | Trek         | 2h52'20" |
| 2    | Kristen Faulkner | BikeExchange | a 15"    |
| 3    | Brodie Chapman   | FDJ          | s.t.     |

| Pos. | Corridore            | Squadra      | Tempo    |
| ---- | -------------------- | ------------ | -------- |
| 1    | Lucinda Brand        | Trek         | 7h52'46" |
| 2    | Kristen Faulkner     | BikeExchange | a 17"    |
| 3    | Pauliena Rooijakkers | Canyon       | a 1'19"  |

## Evoluzione delle classifiche
| Tappa              | Vincitore          | Classifica generale Maglia gialla | Classifica a punti Maglia nera | Classifica scalatori Maglia rossa | Classifica giovani Maglia bianca | Classifica a squadre    |
| ------------------ | ------------------ | --------------------------------- | ------------------------------ | --------------------------------- | -------------------------------- | ----------------------- |
| 1ª                 | Lucinda Brand      | Lucinda Brand                     | Lucinda Brand                  | Pauliena Rooijakkers              | Elisa Balsamo                    | Canyon-SRAM Racing      |
| 2ª                 | Kristen Faulkner   | Kristen Faulkner                  | Lucinda Brand                  | Pauliena Rooijakkers              | Olivia Baril                     | Team BikeExchange-Jayco |
| 3ª                 | Elisa Balsamo      | Kristen Faulkner                  | Lucinda Brand                  | Pauliena Rooijakkers              | Olivia Baril                     | Team BikeExchange-Jayco |
| 4ª                 | Lucinda Brand      | Lucinda Brand                     | Lucinda Brand                  | Pauliena Rooijakkers              | Olivia Baril                     | Canyon-SRAM Racing      |
| Classifiche finali | Classifiche finali | Lucinda Brand                     | Lucinda Brand                  | Pauliena Rooijakkers              | Olivia Baril                     | Canyon-SRAM Racing      |

Maglie indossate da altre cicliste in caso di due o più maglie vinte
- Nella 2ª tappa Clara Koppenburg ha indossato la maglia nera al posto di Lucinda Brand.

## Classifiche finali

### Classifica generale - Maglia gialla
| Pos. | Corridore            | Squadra  | Tempo     |
| ---- | -------------------- | -------- | --------- |
| 1    | Lucinda Brand        | Trek     | 21h17'19" |
| 2    | Kristen Faulkner     | BikeEx.  | a 17"     |
| 3    | Pauliena Rooijakkers | Canyon   | a 1'19"   |
| 4    | Brodie Chapman       | FDJ      | a 2'39"   |
| 5    | Jolanda Neff         | Svizzera | a 3'01"   |
| 6    | Floortje Mackaij     | DSM      | a 3'14"   |
| 7    | Clara Koppenburg     | Cofidis  | a 3'18"   |
| 8    | Erica Magnaldi       | UAE      | a 3'22"   |
| 9    | Olivia Baril         | Valcar   | a 3'44"   |
| 10   | Georgia Williams     | BikeEx.  | a 4'08"   |

### Classifica a punti - Maglia nera
| Pos. | Corridore            | Squadra | Punti |
| ---- | -------------------- | ------- | ----- |
| 1    | Lucinda Brand        | Trek    | 35    |
| 2    | Kristen Faulkner     | BikeEx. | 21    |
| 3    | Elisa Balsamo        | Trek    | 20    |
| 4    | Clara Koppenburg     | Cofidis | 14    |
| 5    | Pauliena Rooijakkers | Canyon  | 13    |

### Classifica scalatori - Maglia rossa
| Pos. | Corridore            | Squadra | Punti |
| ---- | -------------------- | ------- | ----- |
| 1    | Pauliena Rooijakkers | Canyon  | 28    |
| 2    | Évita Muzic          | FDJ     | 20    |
| 3    | Kristen Faulkner     | BikeEx. | 16    |
| 4    | Lucinda Brand        | Trek    | 10    |
| 5    | Brodie Chapman       | FDJ     | 10    |

### Classifica giovani - Maglia bianca
| Pos. | Corridore          | Squadra  | Tempo    |
| ---- | ------------------ | -------- | -------- |
| 1    | Olivia Baril       | Valcar   | 7h56'30" |
| 2    | Neve Bradbury      | Canyon   | a 1'13"  |
| 3    | Liane Lippert      | DSM      | a 1'19"  |
| 4    | Maëva Squiban      | Charente | a 2'30"  |
| 5    | Elizabeth Stannard | Valcar   | a 3'03"  |

### Classifica a squadre
| Pos. | Squadra                            | Tempo     |
| ---- | ---------------------------------- | --------- |
| 1    | Canyon-SRAM Racing                 | 23h47'34" |
| 2    | Team BikeExchange-Jayco            | a 1'02"   |
| 3    | Svizzera                           | a 6'19"   |
| 4    | FDJ Nouvelle Aquitaine Futuroscope | a 7'56"   |
| 5    | Valcar-Travel & Service            | a 8'34"   |